# Fakulteta za informatiko na Dunaju
Fakulteta za informatiko (izvirno nemško Fakultät für Informatik), s sedežem na Dunaju, je fakulteta, ki je članica Univerze na Dunaju.